# Kly
Kly är en ort i Tjeckien.   Den ligger i regionen Mellersta Böhmen, i den centrala delen av landet, 25 km norr om huvudstaden Prag. Kly ligger 162 meter över havet och antalet invånare är 919.
Terrängen runt Kly är platt. Runt Kly är det ganska tätbefolkat, med 185 invånare per kvadratkilometer. Närmaste större samhälle är Mělník, 5,0 km norr om Kly. Runt Kly är det i huvudsak tätbebyggt.